# Trochalus iridescens
Trochalus iridescens är en skalbaggsart som beskrevs av Frey 1968. Trochalus iridescens ingår i släktet Trochalus och familjen Melolonthidae. Inga underarter finns listade i Catalogue of Life.